# Samir Mehenaoui
Samir Mehenaoui (en arabe سمير مهناوي‎) , né le 21 août 1964 a Hussein Dey, en Algérie ,est un ancien basketteur algérien,.

## Carrière
Avec Algeria, il a disputé la Coupe du monde 2002 et cinq éditions des Championnats d'Afrique ( 1989, 1992, 1993, 1995, 2001 ).

## Statistiques de carrière
| ANNÉE          | ÉVÉNEMENT             | MÉDECIN GÉNÉRALISTE | POINTS PAR MATCH | JEU DE RÔLE | APG | EFF  |
| -------------- | --------------------- | ------------------- | ---------------- | ----------- | --- | ---- |
| 2002           | Championnat du monde  | 5                   | 8.4              | 1.4         | 0,8 | 8    |
| 2001           | Championnat d'Afrique | 5                   | 8.4              | 0           | 0   | 11   |
| 1995           | Championnat d'Afrique | 5                   | 9,8              | 0           | 0   | 15   |
| 1993           | Championnat d'Afrique | 6                   | 15,7             | 0           | 0   | 24,7 |
| 1989           | Championnat d'Afrique | 5                   | 14.4             | 0           | 0   | 22,8 |
| Moyenne totale | Moyenne totale        | -                   | 11.3             | 0,3         | 0,2 | 16.3 |